# Torre della Finanza (Porto Torres)
La torre della Finanza, o torre dell'isola Piana, è una torre costiera costruita nel XVI secolo, facente parte del complesso di strutture fortificate che costituivano il sistema difensivo, di avvistamento e di comunicazione della fascia costiera della Sardegna.
La struttura (da non confondere con la torre di Punta Imbarcatogio posta sul versante meridionale) si trova sul versante settentrionale dell'Isola Piana, appartenente amministrativamente al comune di Porto Torres.

## Storia
La torre fu edificata tra il 1525 e il 1531; nel 1578 fu sottoposta a interventi di restauro.

## Architettura
La torre, in pessime condizioni strutturali, si sviluppa su una pianta circolare del diametro di 16 m. Alta circa 18 m, si eleva su due livelli fuori terra, di cui quello inferiore coperto da una volta a cupola e quello superiore chiuso da una volta ribassata.